# Missy Geha
Missy Geha (* 29. April 1987 in Overland Park, Kansas) ist eine US-amerikanische Fußballspielerin.

## Karriere
Anfang 2013 wurde Geha vom FC Kansas City verpflichtet. Ihr Ligadebüt gab sie am 13. Juni gegen die Chicago Red Stars als Einwechselspielerin. Ebenso wie Jaime French und Natalie Norris, die beide am gleichen Spieltag wie Geha in der NWSL debütierten, befand sie sich während des Großteils der Saison nicht im engeren Kader des FC Kansas City und wurde lediglich dann eingesetzt, wenn mehrere andere Spielerinnen ausfielen. In der Saison 2014, in der der FCKC erstmals die Meisterschaft in der NWSL errang, wurde Geha ebenfalls in einem Spiel eingesetzt, nahm als sogenannter Reserve Player jedoch nicht an den Meisterschafts-Play-offs teil.
Geha co-kommentierte zudem in der Saison 2013 mehrere YouTube-Liveübertragungen der Heimspiele des FC Kansas City an der Seite von Sean Wheelock, sofern sie nicht selbst im Kader stand.